# Милуоки
Милуоки (на английски: Milwaukee) е най-големият град в щата Уисконсин, Съединените американски щати, окръжен център на окръг Милуоки.

## География
Има население от 604 447 жители (2008) и обща площ от 251 km². Разположен е на югозападния бряг на езерото Мичиган, на мястото, където в него се вливат 3 реки.

## История
Първите европейци, които минават през района, са били френски мисионери и търговци на кожи през 17-и и 18 век, начело с Жак Вийо. На 31 януари 1846 г. селището е обявено официално за град, а сред главните инициатори за това е Соломон Джуно, зет на Жак Вийо.
На 4 февруари 1923 година в заведението на Илия Петров в Милуоки се провежда събрание на македонски българи емигранти в града. След говорите на Георги Василев и М. Николов, учредява се македонско братство с името „Балкански мир“. В първото настоятелство на братството секретар е Илия Николов, касиер е Глигор Зисов, контролната комисия е в състав Илия Петров, Спасо Васов и Георги Василев, а в просветитeлната комисия са П. Петров, В. К. Ишков и Иван Плаев, като последния е и библиотекар на братството.

## Население
Населението на града силно се увеличава в края на 19 век благодарение на германски имигранти. Така в началото на 20 век в града има повече вестници, издавани на немски, отколкото на английски. Немското наследство се усеща и в наши дни. Така например в телефонния указател на Милуоки има 40 страници с името Шмид – в пъти повече от Смит.
Населението на Милуоки е 600 155 (2015), което нарежда града на 23-то място по численост в САЩ. Основната религия е християнството – 58% католици, 23% лютерани и 3% методисти.

## Икономика
Милуоки е голям промишлен център, седалище на 13 от най-големите 1000 компании в САЩ (Fortune 1000). 22 % от трудоспособното население е заето в производството, което е много над средното за САЩ (16%). Произвеждат се главно тежко индустриално оборудване, помпи, климатици, части за самолети и космически кораби.
Дълги години Милуоки е синоним на пивоварната индустрия. Големият брой немски имигранти, изкусни майстори в производството на бира, развиват тази индустрия в огромни мащаби. Miller Brewing Company, втората по големина пивоварна компания в САЩ, се намира тук, давайки работа на над 2500 работници. В града се провежда и собствена версия на версия на мюнхенския Октоберфест, където главно действащо лице е, разбира се, бирата.

## Спорт
Градът е дом на:
- 2 отбора от големите 4 професионални лиги в Америка,
- баскетболния „Милуоки Бъкс“, който е член на НБА от 1968 г., и
- бейзболния „Милуоки Брюърс“, който е член на Мейджър Лийг Бейзбол от 1969 г.

## Личности
Родени в Милуоки
- Джеймс Милс (р. 1932), журналист
- Питър Строб (р. 1943), писател
- Дейвид Уайнленд (р. 1944), физик
- Ерик Бенет (р. 1966), соул и арендби певец
- Дейвид Дрейман (р. 1973), вокалист на метъл групата Дистърбт
- Лорн (р. 1987), музикант
- Рейчъл Капелке-Дейл, писателка

Починали в Милуоки
- Кристофър Шолс (1819 – 1890), изобретател

Други личности, свързани с Милуоки
- Голда Меир (1898 – 1978), израелски политик, живее в града през 1906 – 1921 г.